# Temporada 2026 del Campeonato del Mundo de Moto2
La temporada 2026 del Campeonato del Mundo de Moto2 será la 17.ª edición de este campeonato creado en 2010. Este campeonato será parte de la 78.ª edición del Campeonato del Mundo de Motociclismo.

## Calendario
El calendario provisional fue anunciado el 24 de julio de 2025.
| Ronda                                        | Gran Premio                            | Circuito                                                | Fecha                        |
| -------------------------------------------- | -------------------------------------- | ------------------------------------------------------- | ---------------------------- |
| 1                                            | Gran Premio de Tailandia               | Circuito Internacional de Chang, Buriram                | 27 de febrero-1 de marzo     |
| 2                                            | Gran Premio de Brasil                  | Autódromo Internacional Ayrton Senna, Goiânia           | 20-22 de marzo               |
| 3                                            | Gran Premio de las Américas            | Circuito de las Américas, Austin                        | 27-29 de marzo               |
| 4                                            | Gran Premio de Catar                   | Circuito Internacional de Losail, Lusail                | 10-12 de abril               |
| 5                                            | Gran Premio de España                  | Circuito de Jerez, Jerez de la Frontera                 | 24-26 de abril               |
| 6                                            | Gran Premio de Francia                 | Circuito de Bugatti, Le Mans                            | 8-10 de mayo                 |
| 7                                            | Gran Premio de Cataluña                | Circuito de Barcelona-Cataluña, Montmeló                | 15-17 de mayo                |
| 8                                            | Gran Premio de Italia                  | Autódromo Internacional del Mugello, Scarperia          | 29-31 de mayo                |
| 9                                            | Gran Premio de Hungría                 | Circuito de Balaton Park, Balatonfőkajár                | 5-7 de junio                 |
| 10                                           | Gran Premio de la República Checa      | Autódromo de Brno, Brno                                 | 19-21 de junio               |
| 11                                           | Gran Premio de los Países Bajos        | Circuito de Assen, Assen                                | 26-28 de junio               |
| 12                                           | Gran Premio de Alemania                | Sachsenring, Hohenstein-Ernstthal                       | 10-12 de julio               |
| 13                                           | Gran Premio de Gran Bretaña            | Circuito de Silverstone, Silverstone                    | 7-9 de agosto                |
| 14                                           | Gran Premio de Aragón                  | Motorland Aragón, Alcañiz                               | 28-30 de agosto              |
| 15                                           | Gran Premio de San Marino              | Misano World Circuit Marco Simoncelli, Misano Adriatico | 11-13 de septiembre          |
| 16                                           | Gran Premio de Austria                 | Red Bull Ring, Spielberg                                | 18-20 de septiembre          |
| 17                                           | Gran Premio de Japón                   | Mobility Resort Motegi, Motegi                          | 2-4 de octubre               |
| 18                                           | Gran Premio de Indonesia               | Circuito Urbano Internacional de Mandalika, Lombok      | 9-11 de octubre              |
| 19                                           | Gran Premio de Australia               | Circuito de Phillip Island, Isla Phillip                | 23-25 de octubre             |
| 20                                           | Gran Premio de Malasia                 | Circuito Internacional de Sepang, Sepang                | 30 de octubre-1 de noviembre |
| 21                                           | Gran Premio de Portugal                | Autódromo Internacional do Algarve, Portimão            | 13-15 de noviembre           |
| 22                                           | Gran Premio de la Comunidad Valenciana | Circuito Ricardo Tormo, Valencia                        | 20-22 de noviembre           |
| Notas: Actualizado al 24 de julio de 2025 1. |                                        |                                                         |                              |

### Cambios en el calendario
- El Gran Premio de Brasil vuelve al calendario, tras disputarse por última vez en 1992. Además será la primera carrera en suelo brasileño desde Gran Premio de Río de Janeiro de 2004.
- Tras volver al calendario en 2025, el Gran Premio de Argentina desaparece del calendario de 2026, aunque volverá en 2027 cambiando su sede al Autódromo Oscar y Juan Gálvez.[2]
- Los Grandes Premios de Cataluña y Aragón intercambian sus fechas, el de Austria se mueve a septiembre, el de Gran Bretaña se traslada a agosto y los Grandes Premios de Hungría y República Checa se adelantan a junio.

## Equipos y pilotos
| Equipo                        | Constructor | Moto  | N.º | Piloto           | Rondas |
| ----------------------------- | ----------- | ----- | --- | ---------------- | ------ |
| Blu Cru Pramac Yamaha Moto2   | Boscoscuro  | B-25  |     |                  | TBA    |
| Blu Cru Pramac Yamaha Moto2   | Boscoscuro  | B-25  | TBA |                  |        |
| Elf Marc VDS Racing Team      | Boscoscuro  | B-25  | 44  | Arón Canet       | TBA    |
| Elf Marc VDS Racing Team      | Boscoscuro  | B-25  | TBA |                  |        |
| QJMotor - Frinsa - MSi        | Boscoscuro  | B-25  |     |                  | TBA    |
| QJMotor - Frinsa - MSi        | Boscoscuro  | B-25  | TBA |                  |        |
| SpeedRS Team                  | Boscoscuro  | B-25  | 13  | Celestino Vietti | TBA    |
| SpeedRS Team                  | Boscoscuro  | B-25  | TBA |                  |        |
| Klint Forward Factory Team    | Forward     | F2    | 11  | Álex Escrig      | TBA    |
| Klint Forward Factory Team    | Forward     | F2    | TBA |                  |        |
| Fantic Racing Lino Sonego     | Kalex       | Moto2 |     |                  | TBA    |
| Fantic Racing Lino Sonego     | Kalex       | Moto2 | TBA |                  |        |
| RW - Idrofoglia Racing GP     | Kalex       | Moto2 | 71  | Ayumu Sasaki     | TBA    |
| RW - Idrofoglia Racing GP     | Kalex       | Moto2 | TBA |                  |        |
| CFMoto Aspar Team             | Kalex       | Moto2 |     |                  | TBA    |
| CFMoto Aspar Team             | Kalex       | Moto2 | TBA |                  |        |
| Idemitsu Honda Team Asia      | Kalex       | Moto2 |     |                  | TBA    |
| Idemitsu Honda Team Asia      | Kalex       | Moto2 | TBA |                  |        |
| Italtrans Racing Team         | Kalex       | Moto2 |     |                  | TBA    |
| Italtrans Racing Team         | Kalex       | Moto2 | TBA |                  |        |
| Liqui Moly Dynavolt Intact GP | Kalex       | Moto2 | 81  | Senna Agius      | TBA    |
| Liqui Moly Dynavolt Intact GP | Kalex       | Moto2 | TBA |                  |        |
| OnlyFans American Racing Team | Kalex       | Moto2 | 16  | Joe Roberts      | TBA    |
| OnlyFans American Racing Team | Kalex       | Moto2 | 24  | Marcos Ramírez   | TBA    |
| Italjet Gresini Moto2         | Kalex       | Moto2 |     |                  | TBA    |
| Italjet Gresini Moto2         | Kalex       | Moto2 | TBA |                  |        |
| Red Bull KTM Ajo              | Kalex       | Moto2 |     |                  | TBA    |
| Red Bull KTM Ajo              | Kalex       | Moto2 | TBA |                  |        |

| Leyenda             | Leyenda |
| ------------------- | ------- |
| Piloto titular      |         |
| Piloto invitado     |         |
| Piloto de reemplazo |         |

### Cambios de pilotos
- Arón Canet abandonará el Fantic Racing Lino Sonego para firmar con el Elf Marc VDS Racing Team.[3]